# جوساني
الجَوْسَاني أو فسوة الذئب أو فقع الذئب (الاسم العلمي: Bovista)، هو جنس فطور كروية الشكل من فصيلة الغاريقونية. كانت تصنف سابقًا ضمن رتبة الفقعيات. أنواعه عديدة تعيش على المواد العضوية المنحلة في التربة.